# Hrafnhildur Lúthersdóttir
Hrafnhildur Lúthersdóttir (née le 2 août 1991 en Islande) est une nageuse islandaise, spécialiste de la brasse.
Elle se qualifie pour la finale du 200 m brasse aux Championnats du monde de natation 2015 à Kazan, en Russie.

## Palmarès

### Championnats d'Europe
Grand bassin
- Championnats d'Europe 2016 à Londres ( Royaume-Uni) :
  -   Médaille d'argent du 50 m brasse.
  -   Médaille d'argent du 100 m brasse.
  -   Médaille de bronze du 200 m brasse.